# Christian Santos
Christian Robert Santos Kwasniewski, noto semplicemente come Christian Santos (Puerto Ordaz, 24 marzo 1988), è un calciatore venezuelano, attaccante dell'Anzoátegui.

## Carriera

### Nazionale
Viene convocato per la Copa América Centenario negli Stati Uniti.

## Palmarès

### Club

#### Competizioni nazionali
- Eerste Divisie: 1

N.E.C.: 2014-2015
- Supercopa de Chile: 1

Colo-Colo: 2022